# Mannheim József
Mannheim József, Manheim (Pápa, 1820. – Baja, 1893. május 23.) pedagógus, író.

## Élete
Szülővárosában, a Pápai Református Kollégiumban sajátította el a magyar nyelvet, a latin nyelvet és ez utóbbiból órákat is adott. Az 1848–49-es forradalom és szabadságharc idején honvédként szolgált. Az 1850-es években Bajára került, ahol a helyi zsidó iskolában tanított 1861-ig, majd írnokként dolgozott. 1861-ben kiadta Baján az első magyar-zsidó imakönyvet.

## Munkái
- Áhítatosság órái. Imakönyv izraelita hölgyek számára (Baja, 1861)
- A zsidó nemzet története ősidőktől kezdve korunkig. Elkan M. nyomán (Pest, 1862)
- Magyar, német és franczia köszöntő. Mindennemű újévi, születésnapi s egyéb ünnepélyekre (Baja, 1868., Mayer Sándorral együtt)
- Zsoltárok. Ford. és jegyzetekkel ellátta ... iskolai használatra (Bécs, 1868)